# Petar Mančun
Petar Mančun (Dubrovnik, 14. travnja 1803. – Rim, 26. srpnja 1888.), hrvatski bakrorezac, tajnik Papinskog hrvatskoga zavoda svetog Jeronima i predsjednik Bratovštine sv. Duha u Rimu.:177. Grafičarsku vještinu stekao je u Rimu. U duhu hladnih kanona klasicizma radio je bakroreze prema vlastitim predlošcima, a ponajviše prema djelima talijanskih majstora renesanse, baroka i suvremenika.

## Životopis
Rođen je u Dubrovniku od oca Ivana rođenog Dubrovčanina i majke Anne Rose Pirri rodom iz Rima. Dok mu je otac dulje vremena bio na moru tijekom opsade Dubrovnika 1806. majka je s njim jedva pobjegla s Pila u zaštićeni Grad. Nakon završetka opsade pronašla je razgrabljen sav imutak i dobila vijest da joj je muž zarobljen u Alžiru pa je ostala na milosti muževih rođaka. Na poziv bake Petar s majkom odlazi u Rim 1811. godine. Od 1815. godine na papinskom Zavodu sv. Mihovila izučavao je slikarstvo i bakrorezbarstvo. Godine 1816. s majkom putuje u Gibraltar oslobođenom ocu koji 1818. godine u Genovi umire. Po povratku u Rim besplatno je primljen na isti zavod gdje brzo napreduje. Već drugu njegovu sliku Mater Amabilis pohvalio je sam papa. Sljedeću inačicu iste slike posvetio je narodu dalmatinskom, a napose svom rodnom Dubrovniku.
Godine 1824. završava studij grafike. U papinskoj je komornoj halkografiji mnogo radio u rimskom klasicističkom duhu na vlastitim predlošcima s uzorima u talijanskim majstorima. Sveta ga je Stolica 1850. godine ocijenila jednim od najboljih rimskih umjetnika. Iste su ga godine Paolo Mercuri i Tommaso Minardi ocijenili vrlo sposobnim i prikladnim za javnog učitelja u rezarstvu. Dok je bio tajnikom Papinskog hrvatskog zavoda sv. Jeronima kod njega je stanovao Franjo Rački.:156. Zajedno sa sinom Josipom radio je bakroreze i slike za prigodu objave enciklike Grande Munus pape Lava XIII. i na grafikama za posvetu nove katedrale u Đakovu.:177.
Imao je više djece, a Josip ga je i profesionalno nasljedovao.